# NGC 843
NGC 843 est constitué de trois étoiles située dans la constellation du Triangle. L'astronome prussien Heinrich d'Arrest a enregistré la position de ces étoiles le 18 novembre 1865. 